# صالح بشير (مصور)
صالح بشير (1 يناير 1995) هو مصور ضوئي سوداني.
حصل منذ عام 2018 على العديد من المنح والجوائز في مجال التصوير الضوئي، وعُرضت قصصه المصورة في إثيوبيا وهولندا وألمانيا والمملكة المتحدة وفرنسا والإمارات العربية المتحدة. يعد كتابه "22 يومًا بينهما" لعام 2023 أول كتاب صور لمصور سوداني.

## النشأة والتعليم
ولد بشير في أم درمان، السودان. وبعد أن أنهى دراسته الثانوية في السودان، انتقل إلى القاهرة عام 2013 وحصل على درجة البكالوريوس في الجغرافيا من جامعة القاهرة عام 2017. أثناء دراسته في مصر، بدأ كمصور ضوئي.

## الحياة والعمل
بعد تخرجه، بدأ بشير العمل في أول مشروع طويل الأمد له بعنوان Sweet Taste Of Sugarcane. عُرضت هذه القصة المصورة الوثائقية حول الظروف القاسية للطلاب في مدرسة خلوة، وهي مدرسة دينية سودانية، في مهرجان أديس فوتو الدولي في عام 2018.
وله مشروعه الآخر، بعنوان "الباحثون عن الوطن"، حصل على دعم من الصندوق العربي للثقافة والفنون (آفاق) في عام 2019. وسجل بشير حياة اللاجئين السودانيين الآخرين في القاهرة، الذين يعيشون في المنفى، وبالتالي "ينظرون إلى الداخل بحثًا عن "وطن"، ويبحثون عن حياة وتعليم أفضل". عرضت هذه القصة المرئية في أكتوبر 2021 في مهرجان في كارديف، ويلز، وفي نفس العام في فرنسا كجزء من المعرض الجماعي " Mon ami n'est pas d'ici " في معهد العالم العربي في توركوان، وكذلك في مهرجان "Les Rencontres à l'échelle" في مرسيليا. في عام 2020، بدأ بشير دورة الدبلوم في التصوير الصحفي في المدرسة الدنماركية للإعلام والصحافة (DMJX) في آرهوس وحصل على منحة دراسية من مؤسسة VII. وحصل على منحة شهيد العلم لتطوير التصوير الصحفي المستقل من المدرسة الدنماركية للإعلام والصحافة.

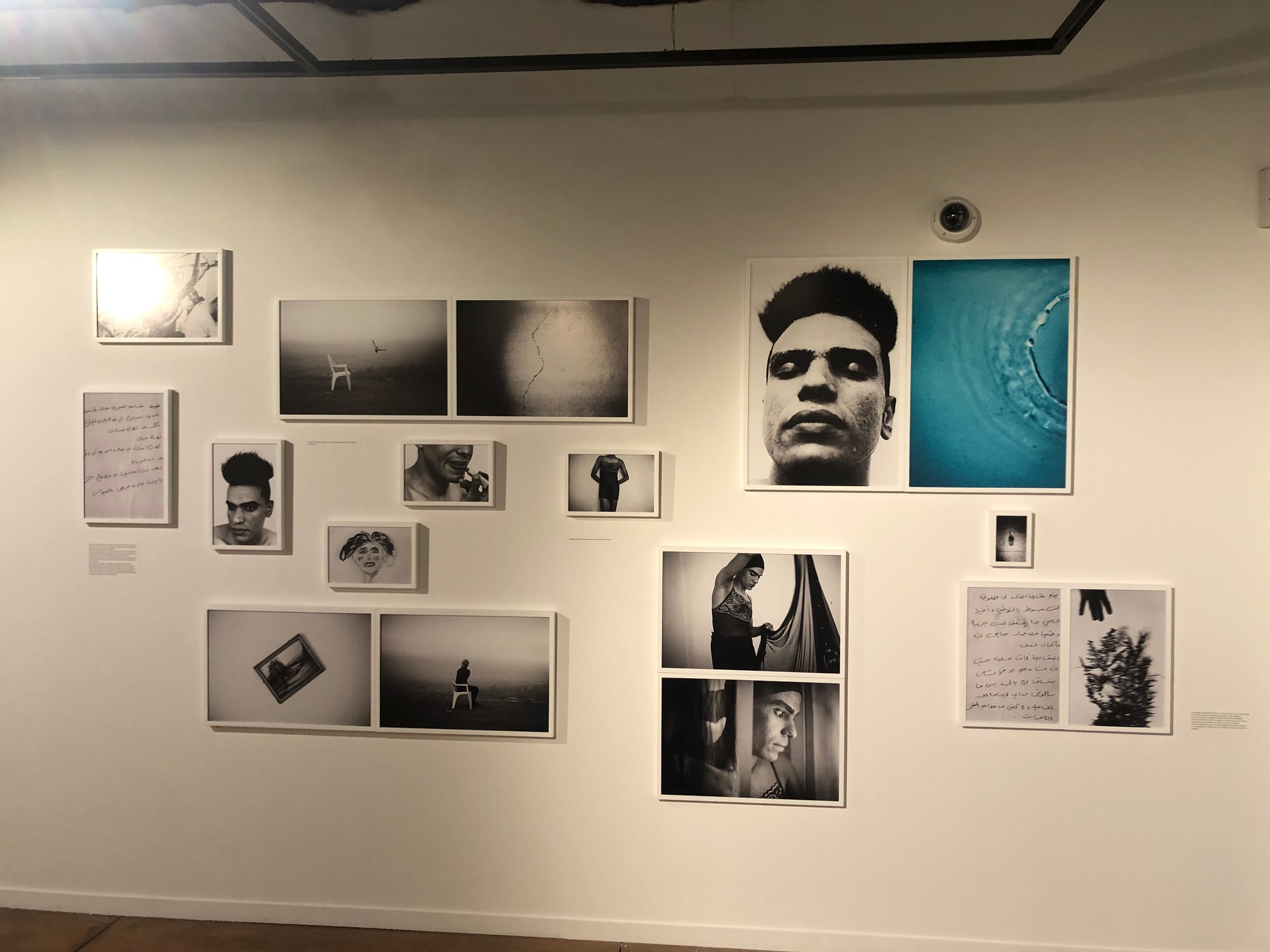
معرض للصور الضوئية في معهد العالم العربي

## المنشورات
- 22 Days in Between: Photographs from Sudan, Copenhagen: Disko Bay, 2023. (ردمك 9788797352632).[11]

## المنح والجوائز
- 2021، منحة الطلاب لصندوق دبليو يوجين سميث التذكاري
- 2021، منحة المشاريع اليومية.[12]
- 2019، برنامج التصوير الضوئي الوثائقي العربي، مؤسسة ماغنوم،[13] وصندوق الأمير كلاوس
- 2022، برنامج آفاق للفنون البصرية
- 2022، تصوير، جوائز الشيخ سعود آل ثاني.[14]
- 2022، منحة مبادرة التاريخ المضاد، مؤسسة ماغنوم.[15]
- 2022، جائزة التصوير الضوئي الأفريقي المعاصر ، القائمة المختصرة.[16]
- 2023، الفائز بجائزة Photo Textbook Award في مهرجان آرل للتصوير الضوئي.[17]

## المعارض الجماعية والفردية
- 2018، مهرجان أديس فوتو ، معرض جماعي، الدورة الخامسة، أديس أبابا، إثيوبيا.[بحاجة لمصدر]
- 2019، مهرجان عرض الشرائح، مهرجان أيام التصوير في أوديسا، أوديسا، أوكرانيا.[بحاجة لمصدر]
- 2019، فانتاج بوينت الشارقة 7 ، مؤسسة الشارقة للفنون، الشارقة، الإمارات العربية المتحدة.[18]
- 2019، حدود غير مرئية، عرض شرائح، لقاءات عن التصوير الضوئي الأفريقي، باماكو، مالي.[19]
- 2020، وجهات النظر: 16 موهبة من APJD ، متحف إفريقيا، بيرج أون دال، هولندا.[20]
- 2021، معرض مؤسسة الصحافة العالمية للصور، أولدنبورغ، ألمانيا.[21]
- 2021، صور الصحافة العالمية: رؤية من خلال عدسة...، متحف تروبين، أمستردام.[22]
- 2021، Mon ami n'est pas d'ici، معهد العالم العربي، فرنسا.[بحاجة لمصدر]
- 2022، لقاءات عن التصوير الضوئي الأفريقي، باماكو، مالي[بحاجة لمصدر]
- 2023، الأزرق: أطفال يناير، في Photofairs NY.[23]

## روابط خارجية
- الموقع الرسمي